# Dian Man
En aquest nom xinès, el cognom és Dian.
Dian Man, fill de Dian Wei, va ser un general militar durant l'era dels Tres Regnes (189 – 265) de la Xina. Quan el seu pare fou mort, Dian Man va continuar servint el líder de Cao Wei, Cao Cao. Es diu que Cao Cao hagué de promoure Dian Man a Comandant Major per mantenir-lo al seu costat.

## Informació personal
- Pare
  - Dian Wei